# Chirivel
Chirivel je španělská obec, která se nachází v provincii Almería, autonomního společenství Andalusie. Obec se nachází v comarce Los Vélez, 143 km od hlavního města provincie, Almeríe. Její rozloha je 197 km². Žije zde přibližně 1 600 obyvatel.

## Historie
Název Chirivel pochází z latinského slova Silvella, které znamená „malý les“.

## Demografie
Vývoj počtu obyvatel v posledních letech.

| 1996  | 1998  | 1999  | 2000  | 2001  | 2002  | 2004  | 2005  | 2006  | 2011  |
| ----- | ----- | ----- | ----- | ----- | ----- | ----- | ----- | ----- | ----- |
| 1 860 | 1 837 | 1 824 | 1 792 | 1 797 | 1 776 | 1 800 | 1 849 | 1 835 | 1 846 |

## Osobnosti obce
- Julio Alfredo Egea (* 1926), spisovatel.

## Kulturní a historické památky
- Archeologické naleziště El Villar